# James Fazy
Pour les autres personnalités de même nom de famille, voir Fazy.
James Fazy, né le 12 mai 1794 à Genève et mort le 6 novembre 1878 au Petit-Saconnex, est un homme politique suisse, fondateur du Parti radical genevois. Il est considéré comme le créateur de la Genève moderne.

## Biographie
D’origine bourgeoise, descendant d'Antoine Fazy, James Fazy, né Jean Jacob, se détourne de la voie familiale de négociant tracée par son père pour embrasser une carrière de journaliste, aidé en cela par un goût pour la littérature que lui a transmis sa mère.
Très actif dans l’opposition libérale genevoise dès l’adoption de la constitution de 1816 – une constitution restaurant l'ancien régime et peu démocratique – il devient le chef de file du mouvement radical dès le début des années 1830. Ce mouvement est formé de libéraux souhaitant, comme son nom l’indique, un changement politique « radical ». Il avait déjà fondé en 1826 le Journal de Genève, qui militait pour le suffrage universel.
En automne 1841, au sein de l’association du Trois-Mars, fondé quelques mois auparavant par des libéraux modérés et des radicaux, il tente de renverser le gouvernement et est à deux doigts d’y parvenir. Mais la frange modérée de l’association et la population ne le suivent pas jusqu’au bout, et se contentent d’élire une constituante. Cette dernière, dont la majorité est acquise aux libéraux-modérés, rédige un projet minimaliste qui ne satisfait pas James Fazy. À la tête d’une force politique désormais confirmée par les résultats des élections cantonales de l’été 1842, il continue de réclamer des réformes.
Une prise d’armes du quartier de Saint-Gervais a lieu en 1843, mais elle échoue. Par contre, en octobre 1846, Fazy parvient à ses fins, aidé par un gouvernement trop sûr de lui. À la tête de la foule grossie par les protestants mécontent de la décision des autorités de ne pas demander la dissolution du Sonderbund, Fazy entre de force dans le parlement et décrète sa dissolution. Le gouvernement cantonal remet les pleins pouvoir aux autorités de la ville, mais James Fazy court-circuite cette tentative en réunissant les citoyens, en Conseil Général, l'assemblée historique des citoyens de la ville, à la place du Molard. Les principes de la révolution sont adoptés par une foule acquise au dirigeant radical.
C'est le début d'une période de changements « radicaux » à Genève : transformation de l'ancien Hôpital général en Hospice général, Hôpital Cantonal et asile pour vieillards ; création du premier système de retraite pour bas revenus, les Rentes genevoises ; démolition des murailles qui séparaient la Haute Ville, symbole des privilèges de l'ancien régime, de la Basse Ville où grouillent les petits commerces et l'artisanat ; don par l'État de Genève de terrains pour ériger des lieux de cultes pour les religions minoritaires (Notre-Dame à Cornavin pour les catholiques, l’église russe pour les orthodoxes, la grande synagogue pour les israélites, l'actuel Sacré-Cœur pour ce qui fut d'abord un temple maçonnique) ; création des premières lignes de chemins de fer reliant Genève à Lyon, puis à Lausanne, et construction de la gare de Cornavin).
Depuis plusieurs décennies, les radicaux suisses reprochaient aux financiers d'investir dans des projets étrangers pharaoniques au détriment de l'économie locale, menés par James Fazy, qui avait publié dès 1825 une brochure satirique et fictive, mettant en scène un actionnaire et son banquier qui projettent de construire un pont entre la Terre et la Lune. James Fazy ne veut pas d'une institution boursière et financière réservée à une élite. Il souhaite ouvrir la profession, mais rapidement, les agents de change s'opposent à lui et obtiennent un accord qui instaure des sièges d'observateurs au sein de la Bourse et dont les radicaux comme Jules Labarth sont  absents.
Le paradoxe de cette période a été de voir les catholiques provoquer la chute d’un gouvernement qui a défendu une position en leur faveur. Car l’alliance radicaux-catholiques n’est qu’éphémère.

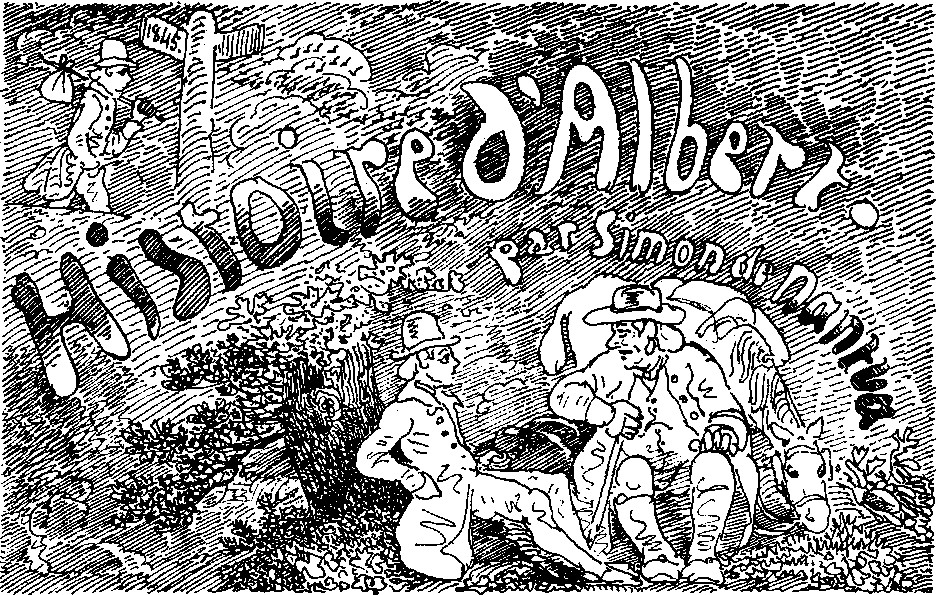
Histoire d'Albert, p. 2.

En 1845, est publié un album de bande-dessinée satirique, directement dirigé contre James Fazy, intitulé Histoire d'Albert, où le pédagogue et homme politique Rodolphe Töpffer, sous le couvert du pseudonyme de Simon de Nantua, brosse le portrait d'Albert, un dilettante s'enrichissant en fondant un journal qui met Genève à feu et à sang - .
La constitution de 1847 de James Fazy marque un tournant de l’histoire genevoise, bien que son image ne parvienne jamais à s’asseoir définitivement. Adulé par les uns, Fazy est surtout haï par les conservateurs, qui tiennent encore à cette époque plusieurs secteurs-clé de Genève. En effectuant une purge dans les forces de l’ordre puis à l’université, et en tentant de faire payer aux anciens magistrats une très forte amende, Fazy, pourtant en position favorable, s’attire des foudres. Plusieurs de ses proches rompent avec lui. Son caractère colérique, qui lui fut tant de fois utile, devient un handicap.
Après validation du projet en 1849 par le Grand Conseil genevois, Fazy devient  dès 1850 le promoteur des chantiers de démolition des fortifications de la ville ancienne et d'une transformation urbaine qu'on appelle "la ceinture Fazyste". Ce chantier va permettre l'extension de la ville hors de la limite des anciens murs, alors détruits, une urbanisation nouvelle et la construction de quartiers, dont le boulevard qui porte son nom.
Après avoir présenté le projet de loi créant l’Institut national genevois en 1853, il perd son siège de conseiller d’État, qu’il ne retrouvera qu’aux élections de 1855, mais pour 4 ans seulement. Souvent candidat au Conseil administratif de la ville de Genève, il n’y sera pourtant jamais élu.

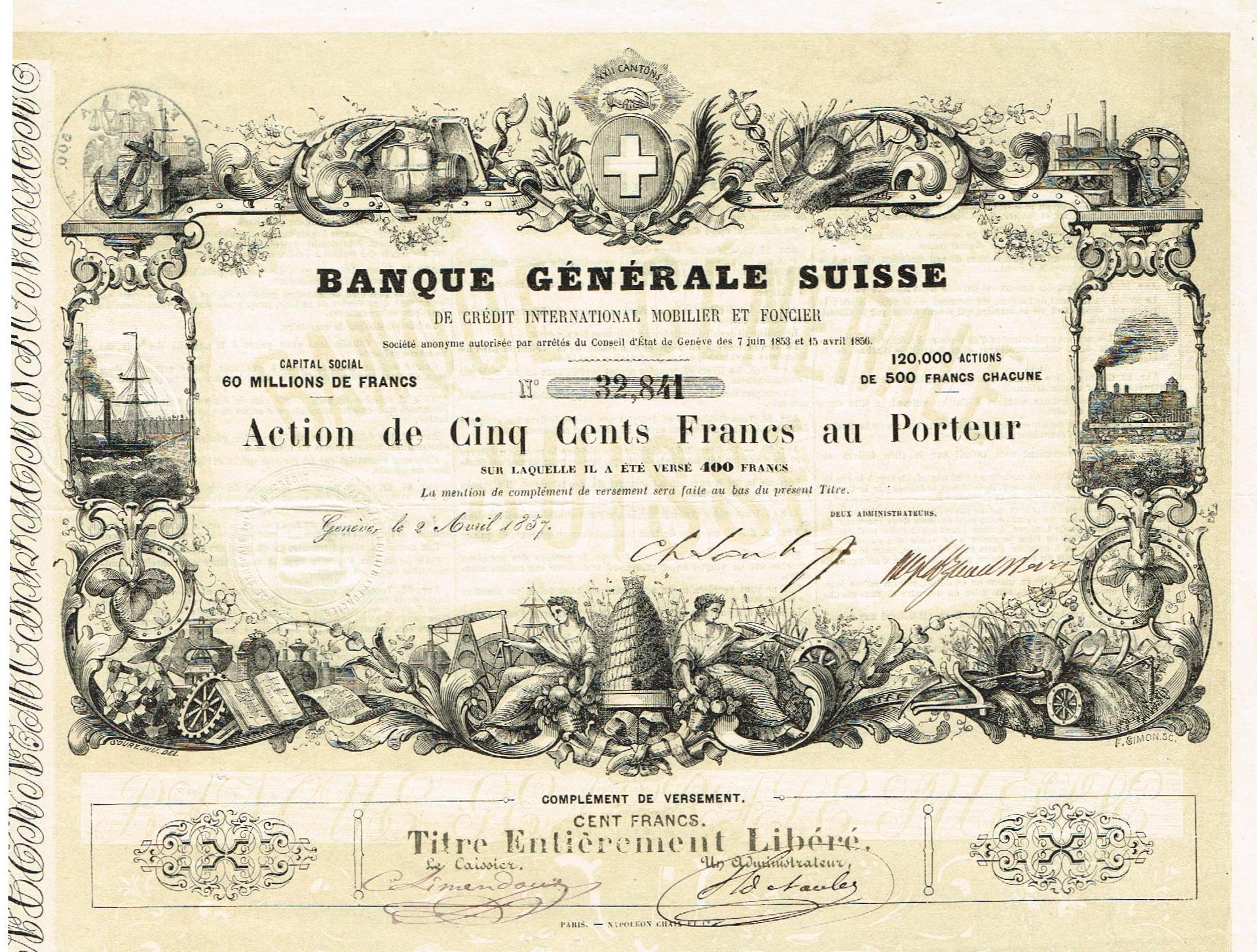
Action de la Banque générale suisse de Crédit international mobilier et foncier en date du 2 avril 1857.

Brillant polémiste, James Fazy se révèle dans la deuxième moitié du XIXe siècle un médiocre homme d’affaires. Il crée 1853 une banque, la Banque Générale Suisse de Crédit International Mobilier et Foncier, qui fait faillite quelques années plus tard 1869. En soucis financiers, il obtient de ses partisans un don « national » en terrain à bâtir en ville et une charge académique, tous deux fortement contestés et raillés par ses ennemis.
Il tente une dernière fois de se présenter au gouvernement genevois en 1864, mais échoue, ce qui provoque plusieurs mois de troubles et l’intervention de l’armée fédérale.

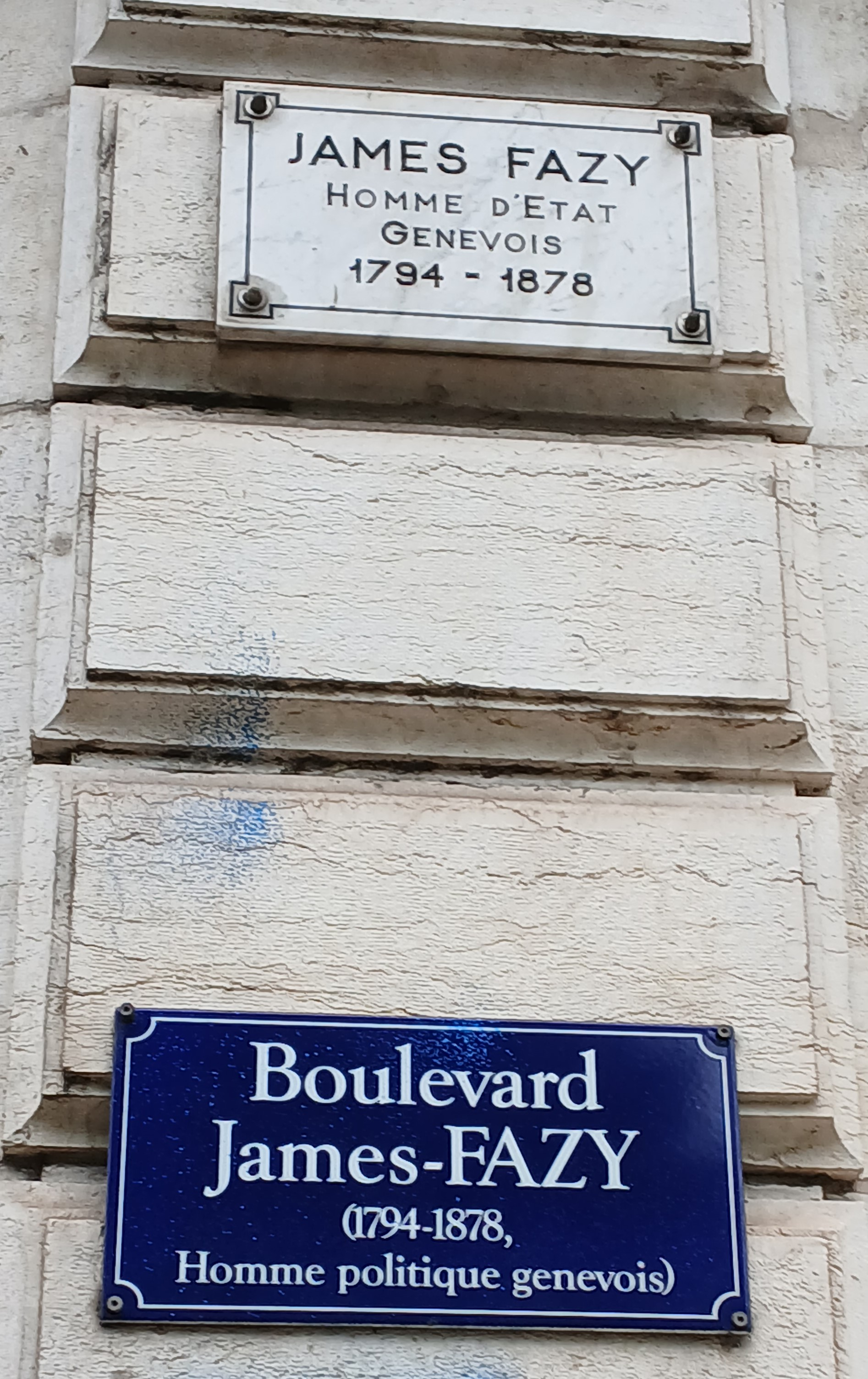
Boulevard James Fazy à Genève.

Brillant homme politique, en particulier par ses réalisations majeures qui ont projeté Genève dans la modernité, certains estiment que James Fazy n’a cependant pas eu cette carrure d’homme d’État, à l’image d’un Jean-Jacques Rigaud, que beaucoup lui prêtent. Ses ennemis ont toujours été nombreux, ses projets abondamment critiqués. Ses réactions n’ont pas toujours été celles d’un grand homme : mis en cause en 1864 dans les troubles, James Fazy fuit en France la justice suisse.
Ses mémoires, dans lesquels il parle de lui-même à la troisième personne, seront publiés après sa mort.
Après son décès, la manière d'honorer cet homme politique donne lieu à des débats à Genève où il reste une figure controversée. Un portrait d'Auguste Baud-Bovy, puis un buste sont donnés à la Bibliothèque de Genève. En 1881, le nom du boulevard de Saint-Gervais est transformé en boulevard James Fazy. En 1882, un buste est érigé dans la promenade Saint-Jean.

### Sources et liens externes
- Jean de Senarclens, « James Fazy » dans le Dictionnaire historique de la Suisse en ligne, version du 3 avril 2006.
- Chancellerie d’État
- « FAO_28.8.2002 »(Archive.org • Wikiwix • Archive.is • Google • Que faire ?) Feuille d’Avis Officielle du Canton de Genève
- Bibliothèque de Genève numérique, James Fazy (1796-1878)
- Thèse sur l’histoire genevoise d’Olivier Perroux